# Trasporto intermodale

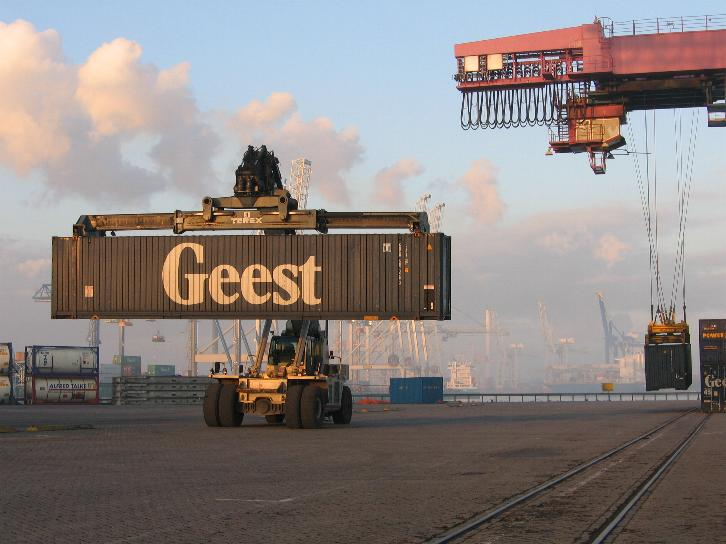
Movimentazione di un container di 13 metri mediante gru standard.

Il trasporto intermodale è una metodologia di trasferimento delle merci che utilizza "unità di carico" standardizzate (in genere container) atte a poter essere facilmente spostate da un mezzo di trasporto (nave, camion, treno) all'altro per giungere a destinazione.

## Caratteristiche generali e origine

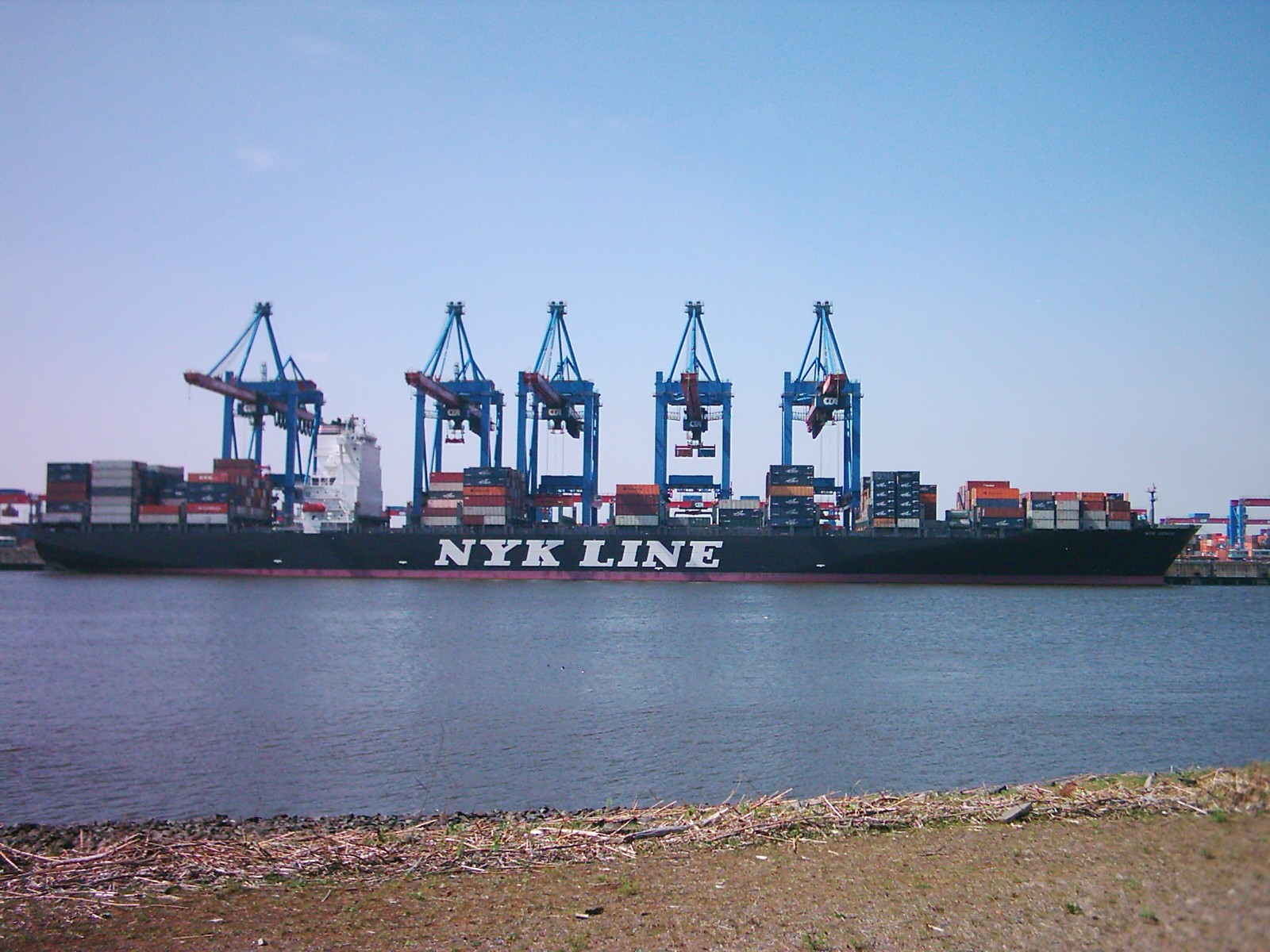
Trasbordo di container da una nave

Caratteristica e presupposto di questo tipo di trasporto è che la merce sia sistemata presso la fabbrica o presso il magazzino di uno spedizioniere in uno specifico contenitore (container) o meglio Unità di Trasporto Intermodale (UTI), da dove non viene tolta fino al raggiungimento della destinazione finale. Questa mancanza di manipolazioni intermedie garantisce evidentemente un minor rischio di danneggiamento del contenuto, un minor costo di trasbordo tra mezzi di tipo diverso e garantisce spesso anche una maggiore velocità nell'effettuare il trasporto.
Dopo che l'aumento del traffico internazionale di merci aveva creato la necessità di una soluzione più efficiente al trasporto delle merci sfuse, si è cercato di trovare un modo per standardizzare il più possibile la movimentazione, arrivando a dei primi accordi internazionali negli anni cinquanta.
L'ottimizzazione del trasporto si può far risalire, come primo passo, all'inizio dell'uso abituale del bancale, per proseguire con l'invenzione del container che ha rivoluzionato le tecniche di trasporto sulle lunghissime distanze ("containerizzazione" del trasporto delle merci), specialmente di quelle che prevedevano, oltre ad una parte di trasporto terrestre una parte di trasporto via nave.

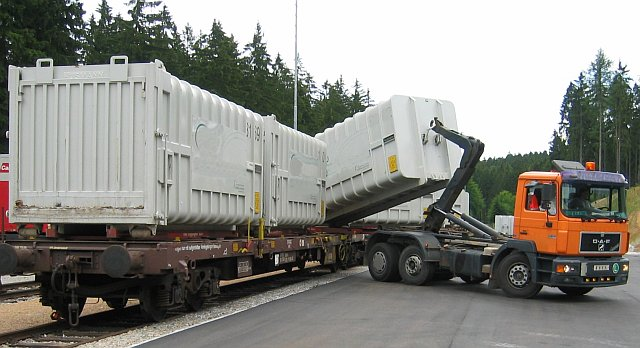
Esempio di trasbordo di container fra camion e treno

Oggi il trasporto intermodale (detto anche combinato quando coinvolge solamente due modi, come per esempio strada e rotaia) si svolge principalmente in due modi, in un primo caso con l'ausilio del container che viene agganciato di volta in volta, con l'ausilio di attrezzature specifiche (gru, a cavaliere e carriponte), secondo la necessità, su un autocarro speciale, su un vagone ferroviario o sul ponte di una nave.
Il secondo caso, utilizzato perlopiù sulle medie distanze, prevede il carico della merce su un semirimorchio stradale, il trasferimento dello stesso ad una vicina stazione ferroviaria, il successivo trasferimento a mezzo treno sino ad una stazione prossima alla località di destinazione ed infine l'ultimo tratto, per effettuare la consegna delle merci, nuovamente effettuato su strada.
Il trasporto combinato può essere "codificato", a condizione che la linea da percorrere,l'UTI ed il carro ferroviario siano marcati con pittogramma (C/P/S...): questo abbatte ulteriormente le tempistiche.

## Tipologie particolari

### Autostrada viaggiante

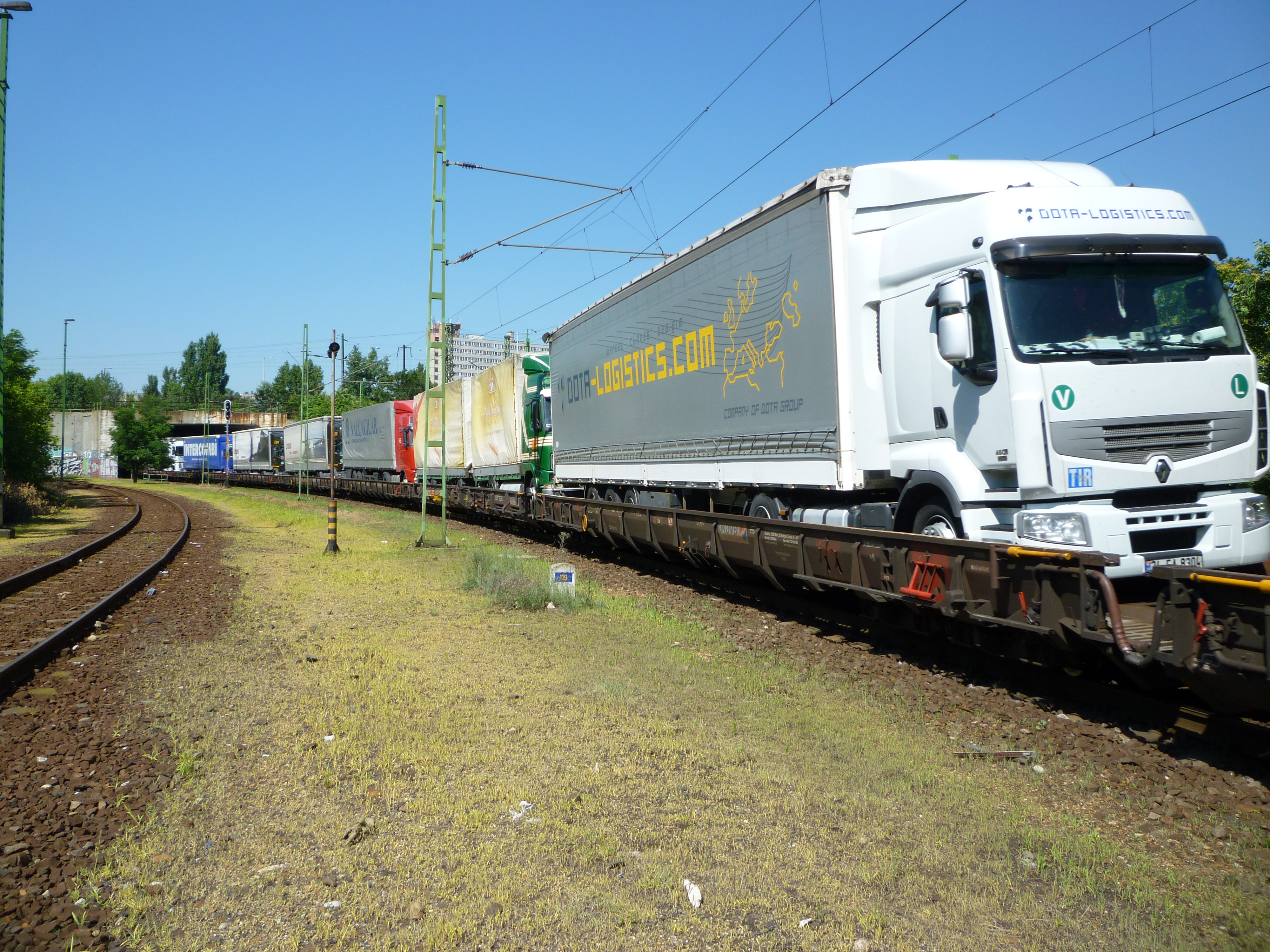
L'autostrada viaggiante prevede il trasporto dell'intero camion (rimorchio + motrice) su carri ferroviari appositi.

Una modalità di trasporto intermodale che coinvolge gli autoveicoli stradali è il "traffico accompagnato". In questo caso, non viaggia solamente l'UTI (ossia il container, la cassa mobile o il semirimorchio), ma l'intero automezzo, con autista ospitato in vettura cuccetta. Per tale motivo, il combinato strada-rotaia prende anche il nome di "autostrada viaggiante" (in Svizzera "Rola", abbreviazione di Rollende Autobahn). Il carico degli autoarticolati su carri ferroviari è generalmente assiale; tuttavia quello laterale, “a spighe”, introdotto in Francia dal sistema Modalhor richiede tempi più ridotti.
Benché i volumi di traffico dell'”autostrada viaggiante” costituiscano una quota minoritaria del trasporto combinato, negli ultimi dieci anni sono stati in aumento anche in alcune tratte alpine italiane. Secondo Alpinfo, nel 2010 il volume è stato al Sempione di 1.600.000 tonn. e al Brennero di 5.400.000 (limitato a 500.000 tonn. il traffico al Fréjus)..

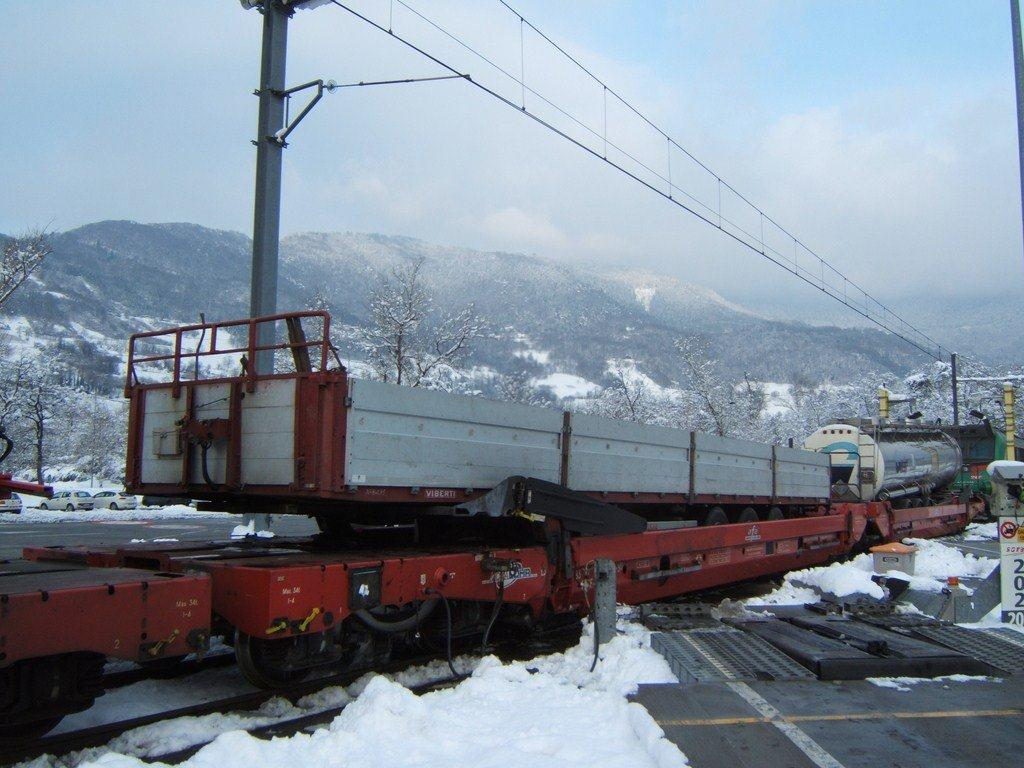
Semirimorchio su un carro ferroviario Modalohr, piattaforma di carico di Aiton, Francia

Il principale beneficio che le aziende di autotrasporto possono trarre dall'“autostrada viaggiante”, in termini di tempi di viaggio e quindi di utilizzo dei mezzi, deriva dalla possibilità di prosecuzione del viaggio nei tempi obbligati di riposo dell'autista; inoltre il servizio si rivolge anche a mezzi non attrezzati per le operazioni di carico e scarico dell'UTI del trasporto non accompagnato. Esistono casi di sovvenzioni per questo tipo di trasporto dai paesi che intendono limitare il transito di veicoli pesanti come Svizzera e Austria (e anche Italia-Francia relativamente al valico del Fréjus). Dopo l'attivazione dei tunnel ferroviari Alptransit «i contributi d'esercizio concessi dalla Svizzera per il trasporto combinato transalpino verranno ridotti, e nel 2024 del tutto eliminati» 
I principali svantaggi riguardano il peso trasportato, notevolmente maggiore di quello delle sole merci ma anche del solo container, che determina un dispendio energetico notevolmente superiore rendendo questo tipo di trasporto molto energivoro.
Un altro svantaggio è la necessità, in molti casi, di realizzare carri ferroviari appositi o addirittura la necessità di costruire infrastrutture completamente nuove, poiché l'altezza e la lunghezza dell'insieme camion+container sono decisamente maggiori di quelle dei soli container. Tale problema ha evidenti riflessi sui costi sociali ed economici delle infrastrutture, di norma a carico degli Stati.

### Autostrade del mare

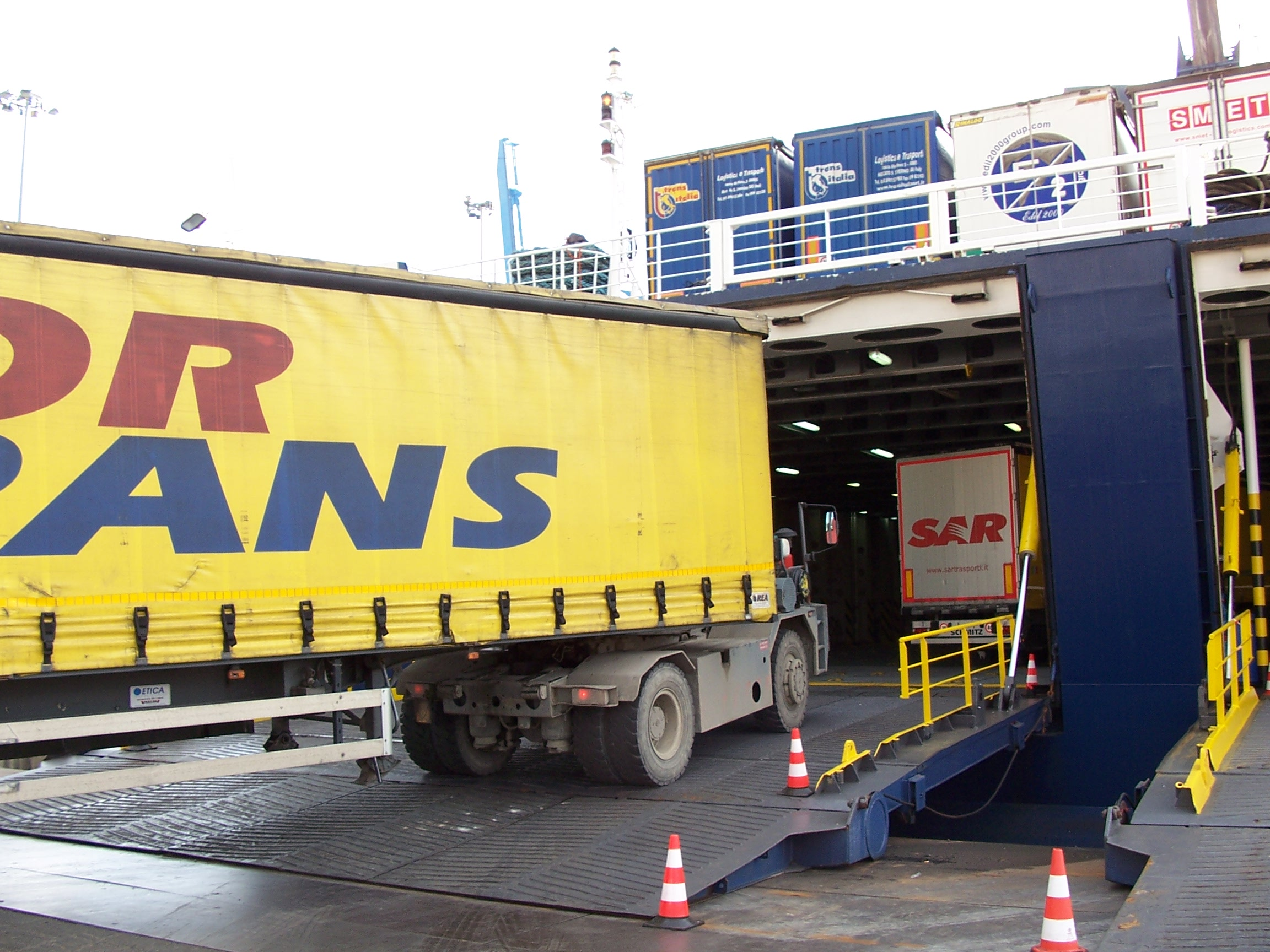
Trasporto di semirimorchi su nave

Si parla di "autostrade del mare" nel caso del combinato strada-nave. In Italia, ad esempio, si è sviluppato un traffico accompagnato su nave tra la Campania e la Sicilia, per evitare ai camion la lunga percorrenza dell'autostrada Salerno-Reggio Calabria ed il traghettamento dello Stretto di Messina.

### Trasporto aereo
Una categoria del trasporto che, seppur in maniera anomala dato che le merci vengono manipolate durante il trasporto, può essere considerata intermodale è quella degli air courier. Queste società si sono specializzate nel trasferimento di piccole merci e soprattutto di plichi di corrispondenza, sia in Italia che nel resto del Mondo, puntando soprattutto sulla velocità e sulla precisione nelle consegne. Per poter garantire un servizio di questo tipo esse operano con il prelievo presso il Mittente con un piccolo autocarro, un consolidamento presso un aeroporto da dove la merce viaggia via aereo sino all'aeroporto di destino con la successiva consegna al destinatario nuovamente con piccoli autocarri.